# Schistochlamys
Schistochlamys là một chi chim trong họ Thraupidae.